# Cyathea marginalis
Cyathea marginalis är en ormbunkeart som först beskrevs av Kl., och fick sitt nu gällande namn av Karel Domin. Cyathea marginalis ingår i släktet Cyathea och familjen Cyatheaceae. Inga underarter finns listade.